# Eli Rotenberg
Eli Rotenberg ist ein US-amerikanischer Festkörperphysiker.
Rotenberg studierte an der Cornell University mit dem Bachelor-Abschluss als Physikingenieur 1987 und wurde 1993 an der University of California, Berkeley bei Marjorie Olmstead promoviert. Er ist Physiker am Lawrence Berkeley National Laboratory und dessen Synchrotronquelle Advanced Light Source (ALS), an der er seit 1996 angestellt ist. Am LBNL leitet er das Microscopic and Electronic Structure Observatory (MAESTRO), an der Synchrotronquelle Spektroskopie mit ARPES betrieben wird.
Er befasst sich mit winkelaufgelöster Photoemissionsspektroskopie (ARPES), dem Verhältnis elektronischer Struktur von Festkörpern mit Morphologie, Symmetrie und Dimension und Vielteilchenanregungen in zweidimensionalen Materialien wie Graphen und Metall- und Oxid-Oberflächen.
2001 erhielt er den Peter Mark Award der American Vacuum Society, 2009 den Kai Siegbahn Award und 2010 den Vacuum Ultraviolet and X-ray Physics Prize. 2017 erhielt er mit Stephen Kevan den Davisson-Germer-Preis für die Entwicklung winkelaufgelöster Photoemissionsspektroskopie (ARPES), die zu Durchbrüchen in der Oberflächenphysik führten. Er ist Fellow der American Physical Society.

## Schriften (Auswahl)
- mit S. Kevan, H. W. Yeon u. a.: Instability and charge density wave of metallic quantum chains on a silicon surface, Phys. Rev. Lett., Band 82, 1999, S. 4898
- mit R. Kawakami u. a.: Quantum-well states in copper thin films, Nature, Band 398, 1999, S. 132.
- mit W. Theis, K. Horn, P. Gille: Quasicrystalline valence bands in decagonal AlNiCo, Nature, Band 406, 2000, S. 602–605.
- mit S. Kevan, J. Schaefer: Coupling between Adsorbate Vibrations and an Electronic Surface State,  Phys. Rev. Lett., Band 84, 2000, S. 2925
- mit T. Ohta, A. Bostwick, T. Seyller, K. Horn: Controlling the Electronic Structure of Bilayer Graphene, Science, Band 313, 2006, S. 951–954.
- mit Oleg Krupin, S. Kevan: Controlling the Magnetic Ground State Cr1-xVx(110) Films,  Phys. Rev. Lett., Band 99,  2007, S. 147208
- mit A. Bostwick u. a.: Quasiparticle dynamics in graphene, Nature Physics, Band 3, 2007, S. 36–40.
- mit A. Bostwick, S. Kevan u. a.: Quasiparticle Transformation during a Metal-Insulator Transition in Graphene, Phys. Rev. Lett., Band 103, 2009, S. 056404
- mit A. Bostwick u. a.: Observation of Plasmarons in Quasi-Free-Standing Doped Graphene, Science, Band 328, 2010, S. 999–1002.